# Barátok temploma (Bukarest)
A bukaresti Sancta Maria Gratiarum-templom, közismert nevén Barátok temploma (románul: Biserica Bărăția) a román főváros legrégebbi katolikus temploma. A romániai műemlékek jegyzékében a B-II-m-B-18118 sorszámon szerepel.

## Történelem
A korabeli okiratok már a 14. század elején említést tesznek egy katolikus templomról a Dâmbovița folyó mellett. A jelenlegi Bukarest területén több fontos szárazföldi kereskedelmi útvonal kereszteződött, és a ferencesek 1321-ben egy római katolikus fatemplomot emeltek, főként az olasz kereskedők lelki szükségleteinek kielégítésére. Az épület többször vált tűz vagy árvíz martalékává, többek között 1588-ban és 1637-ben építették újjá.
1666-ban kőtemplomot emeltek, de ez is többször esett áldozatul földrengéseknek és tűzvészeknek. A harangtornyot 1716-ban építették; ez Bukarest legjelentősebb román stílusú műemléke. A 18. században több melléképületet emeltek, melyekben szerzetes lakhelyek, vendégszobák, tantermek kaptak helyet.
A templom jelenlegi formája 1928-ból származik, mikor Carol Cortobius építész a román stílusú épületet art déco elemekkel restaurálta. Legutóbb 1954-ben volt felújítva. A templomhoz temető is tartozott, de ezt elpusztították a Cocor áruház építésekor; a maradványokat a templom kriptájában helyezték el.

## Épület
Egyhajós templom, a hajó 12 x 14,4 méter alapterületű. A torony 35 méter magas. A melléképületekben paplak, konferenciaterem, óvoda, könyvtár, és egy könyvesbolt működik.

## Plébánia
Hétköznapokon háromszor, vasárnap hatszor miséznek. A plébánián román, magyar és spanyol közösség működik.

### Magyar közösség
A magyar közösség lelkipásztora 2009 óta a csángó Țâmpu Cristinel atya, előtte Páll Antal szolgált itt.
Magyar nyelvű szentmisék szerdán 18 órától és vasárnap 9 órától vannak; a vasárnapi szentmisén átlagosan mintegy kétszázan vesznek részt. Az ünnepekre megtelik a templom; a karácsonyi vigília mellett Ioan Robu érsek jóváhagyásával 2013 óta a húsvéti vigíliát is ünneplik magyarul. A szentmiséken kántor és kórus szolgál. Az elsőáldozást a magyar nyelvű mise keretében tartják; 2015-ben a bérmálás szentségét is magyarul szolgáltatta ki Böcskei László nagyváradi püspök.
A magyar hívek Bukarest különböző részein szétszórtan élnek. Társadalmi hátterük is változatos: minden erdélyi tájegységből származók megtalálhatók közöttük Bihartól Székelyföldig; vannak közöttük városiak és falusiak, egyetemi oktatók és kétkezi munkások, egyetemisták és multinacionális cégek alkalmazottai, tősgyökeres bukarestiek és magyar diplomaták.

## Képek

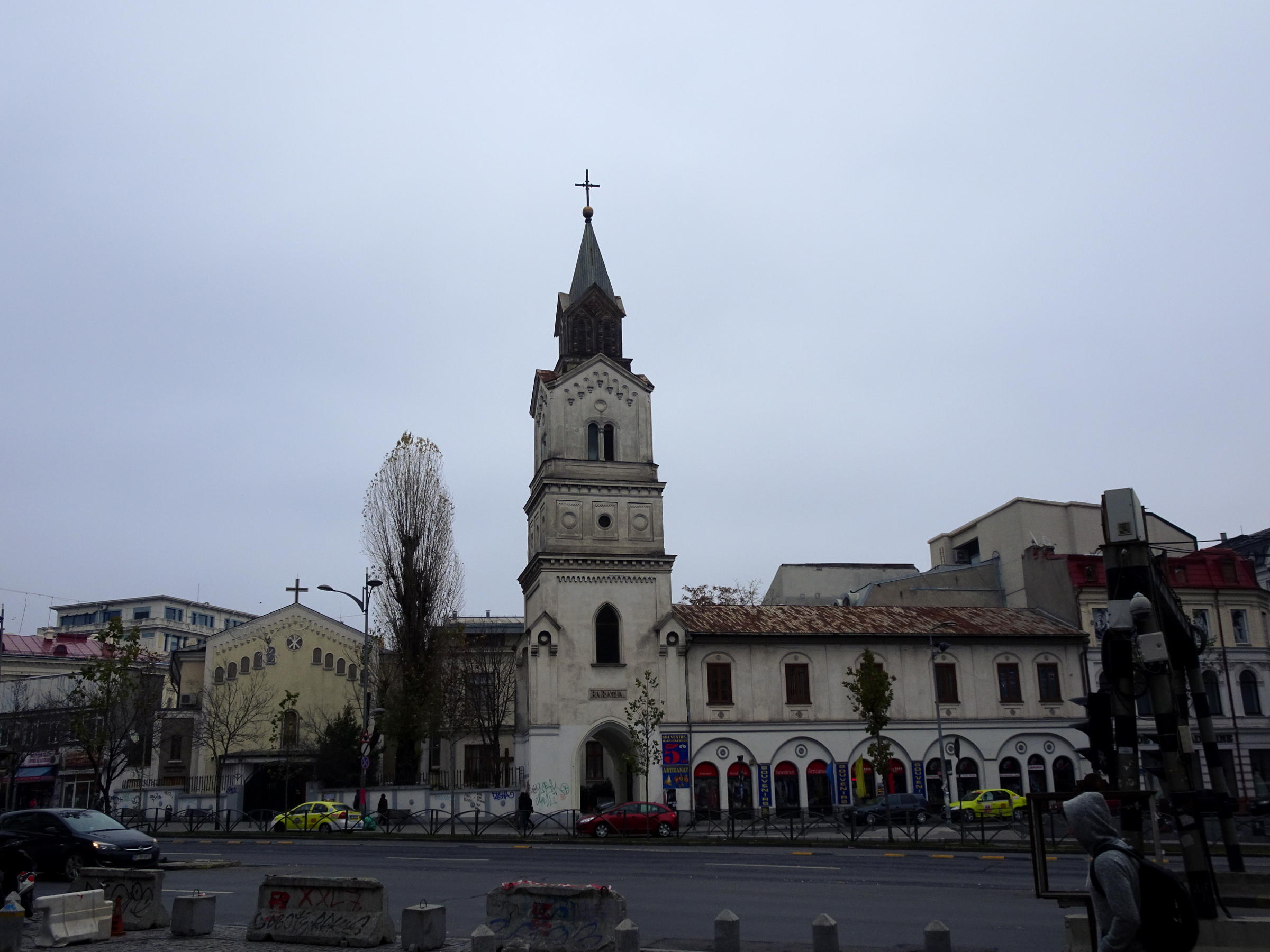
Templom (bal oldalon), harangtorony (középen) és melléképület
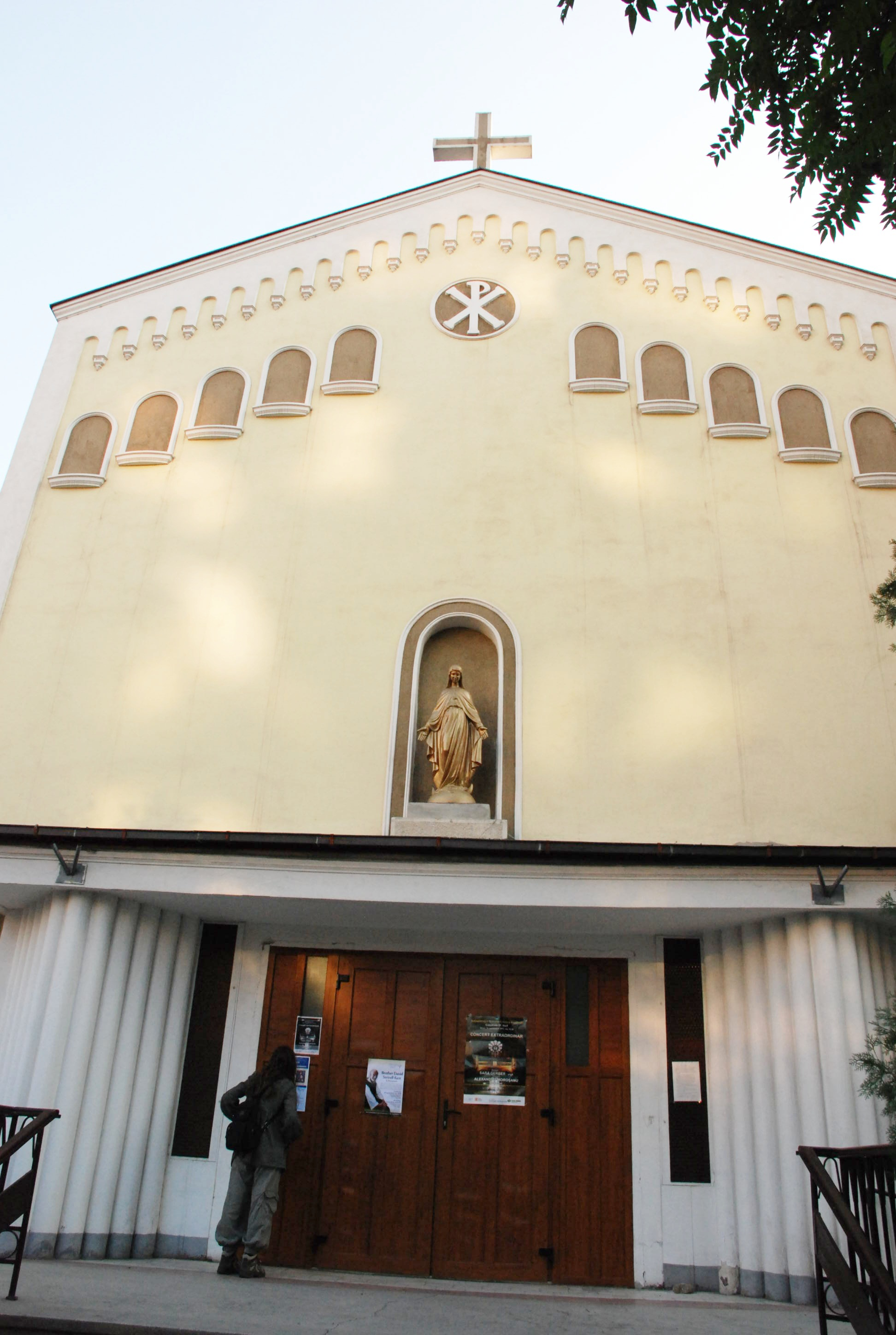
A templom épülete
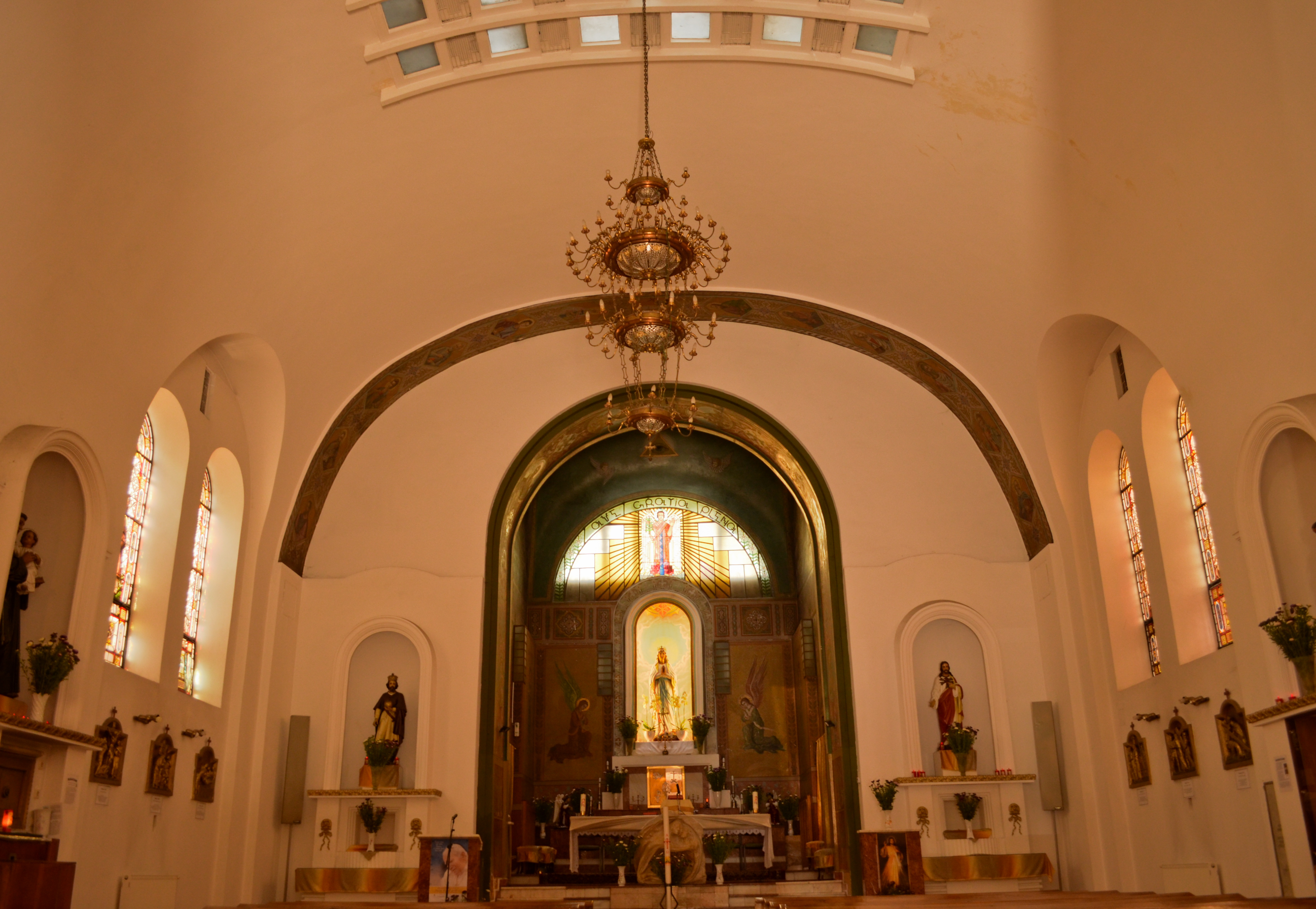
A templom belseje
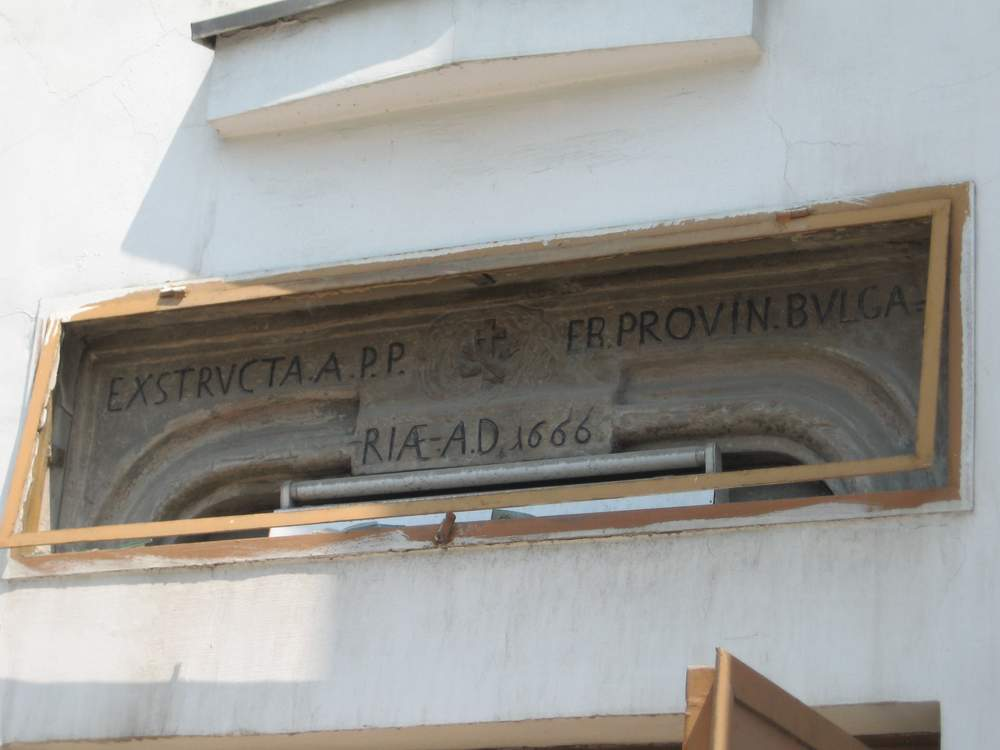
Az építés dátumát tanúsító felirat